# Smith & Wesson SW1911
SW 1911 (Smith & Wesson 1911) — американский самозарядный пистолет одиночного действия, созданный на основе пистолета M1911 производства компании Colt. Может использовать для стрельбы как стандартные «кольтовские» патроны .45 ACP, так и 9x19 мм для «Парабеллума». Пистолет был впервые представлен компанией Smith & Wesson в 2003 году как вариация классического M1911 под патрон .45 ACP, выполненная из нержавеющей стали. Пистолет по принципу действия в целом не отличается от M1911, хотя был модернизирован.

## Описание

### Принципы работы пистолета
Автоматика работает по схеме отдачи при коротком ходе ствола. Запирание осуществляется при помощи снижающейся казённой части ствола. Два боевых выступа на внешней верхней стороне ствола перед патронником входят в пазы, которые выполнены во внутренней части затвора-кожуха. Ствол связан с рамой серьгой, которая позволяет снижать ствол во время отката и разъединять его с затвором-кожухом. У затвора-кожуха — передняя и задняя крупные наклонные насечки. Прямая задняя поверхность нижней части рукоятки имеет горизонтальную насечку. Изменённая схема затвора-кожуха позволяет быстро разобрать и собрать пистолет.
По сравнению со стандартным M1911 увеличено окно для выброса стреляных гильз (выбрасыватель позволяет определить визуально или на ощупь наличие патрона в патроннике), расширен направляющий скос патронника. Ударно-спусковой механизм, как и у стандартного M1911 — одинарного действия с предохранительным взводом курка. Спусковой крючок и курок с петлеобразной головкой увеличены и облегчены для более точной и высокой стрельбы. Есть удобный рычаг автоматического рукояточного предохранителя с задним выступом в форме «бобровый хвост» и выступом в нижней части, отлично сочетающийся с прямой нижней частью рукоятки. Двухсторонний флажковый предохранитель имеет увеличенный рычаг с удлинённым выступом.
Рычаг затворной задержки — слева над спусковой скобой. Кнопка защелки магазина — в основании спусковой скобы. Крышка магазина емкостью 8 патронов имеет пластиковую накладку. Прицел типа «ласточкин хвост» предусматривает внесение боковых поправок. Возможна установка микрометрического целика с регулировкой по горизонтали и вертикали.

### Технология производства
Пистолеты SW1911 изготавливаются из высокоуглеродистой или нержавеющей стали, подвергнутой пескоструйной обработке. Рама изготавливается из лёгкого и прочного скандиево-алюминиевого сплава, щёчки — из дерева или пластика. Подобные новшества с разнообразной художественной отделкой «на заказ» позволили новому пистолету сохранить основные параметры M1911 при той же цене.

### Эффективность
По мнению владельцев оружия, модель SW1911 достаточно эффективна даже при нерегулярной чистке и стрельбе патронами разных производителей. Выверенная конфигурация рукоятки позволяет удобно и плотно держать пистолет в руке, точность и кучность стрельбы высокая как при одиночной стрельбе, так и при скоростной. Органы управления оружием легко доступны при удержании пистолета одной рукой и удобны в обращении.
Компанией Smith & Wesson также выпускается спортивная версия для соревнований стрелков PC 1911, которая весит 1,2 кг (против 1,1 кг у M1911 и SW1911). Масса увеличена за счёт более длинного направляющего стержня возвратной пружины и увеличенного магазина.

## Варианты
- SW1911
- SW1911SC E-Series
- SW1911 CT E-Series
- SW1911TA E-Series
- SW1911 E-Series
- SW1911 Pro Series
- SW1911 100th Anniversary Special
- SW1911 TFP
- SW1911PD
- SW1911DK